# Distrito de Gracia
El distrito de Gracia (en catalán, Districte de Gràcia) es uno de los diez distritos en que se divide administrativamente la ciudad de Barcelona. Es el distrito sexto de la ciudad y comprende el territorio de la antigua Villa de Gracia, aglutinada a partir de la parroquia en 1628 y población independiente de Barcelona entre 1821 y 1823 y desde 1850 hasta que fue agregada de nuevo a Barcelona en 1897. Es el distrito más pequeño de Barcelona, con una extensión de 4,19 km², pero es el segundo con mayor densidad demográfica (28 660 habitantes por kilómetro cuadrado), al contar con una población de 120 087 habitantes según los datos del Instituto Nacional de Estadística de España del 1 de enero de 2005.
El Distrito de Gracia aglutina a los barrios de Villa de Gracia, Camp d'en Grassot i Gràcia Nova, La Salud, El Coll, Vallcarca y los Penitentes. El regidor del distrito es Eloi Badia Casas, de Barcelona en Comú.
Gracia limita con los distritos del Ensanche al sur, Sarriá-San Gervasio al oeste, y Horta-Guinardó al este.

## Cultura
El mayor atractivo cultural y turístico del distrito es sin duda el parque Güell, la admirada obra de Antoni Gaudí. Aun así, la animada vida de las callejuelas de Gràcia, llenas de bares, restaurantes y comercios hacen del distrito uno de los lugares más atractivos de la ciudad. Gràcia conserva el carácter propio de un municipio independiente pese a que hace más de cien años forma parte de Barcelona.
Gracia cuenta con una gran riqueza asociativa gracias a la actividad de sus decenas de entidades cívicas y sociales. La Fiesta Mayor de Gracia, que tiene lugar a mediados de agosto, es el más vivo ejemplo. Las calles de Gracia se ornamentan con espectaculares adornos preparados por los vecinos durante meses, que luchan por obtener el premio a la calle mejor decorada. Las fiestas de Gracia, populares en toda Cataluña, atraen a los ciudadanos de toda Barcelona e incluso a los foráneos, que acuden al distrito para disfrutar de las terrazas de verano y las actuaciones de música en directo que proliferan en todas las plazas. Otra importante festividad es la Fiesta de San Medir (3 de marzo).
Cabe mencionar la importante presencia gitana que históricamente ha habido en Gracia, y que ha contribuido a imprimirle carácter al barrio. De ella han surgido diversos artistas, como El Pescaílla, nacido en la calle Fraternidad de Gracia, y considerado el fundador de la rumba catalana, que posteriormente cultivarían otros artistas gracienses como Sabor de Gràcia, o Moncho, intérprete considerado el rey del bolero.

## Residentes célebres
- Abel Paz, historiador anarquista, biógrafo de Durruti.
- Albert Rafols Casamada, pintor y poeta

## Barrios

Barrios del distrito de Gracia

El distrito de Gracia está formado por cinco barrios:
| Código | Nombre del barrio               | Población (2013) | Superficie (ha) | Densidad (hab/ha) |
| ------ | ------------------------------- | ---------------- | --------------- | ----------------- |
| 28     | Vallcarca y los Penitentes      | 15.453           | 120,9           | 129,8             |
| 29     | El Coll                         | 7.232            | 35,8            | 203,9             |
| 30     | La Salud                        | 13.210           | 64,4            | 207,2             |
| 31     | Villa de Gracia                 | 50.615           | 132,6           | 398,2             |
| 32     | Camp d'en Grassot i Gràcia Nova | 34.439           | 65,0            | 536,4             |
|        | Gràcia                          | 123.957          | 418,6           | 296,2             |

## Monumentos y lugares de interés
- Parque Güell

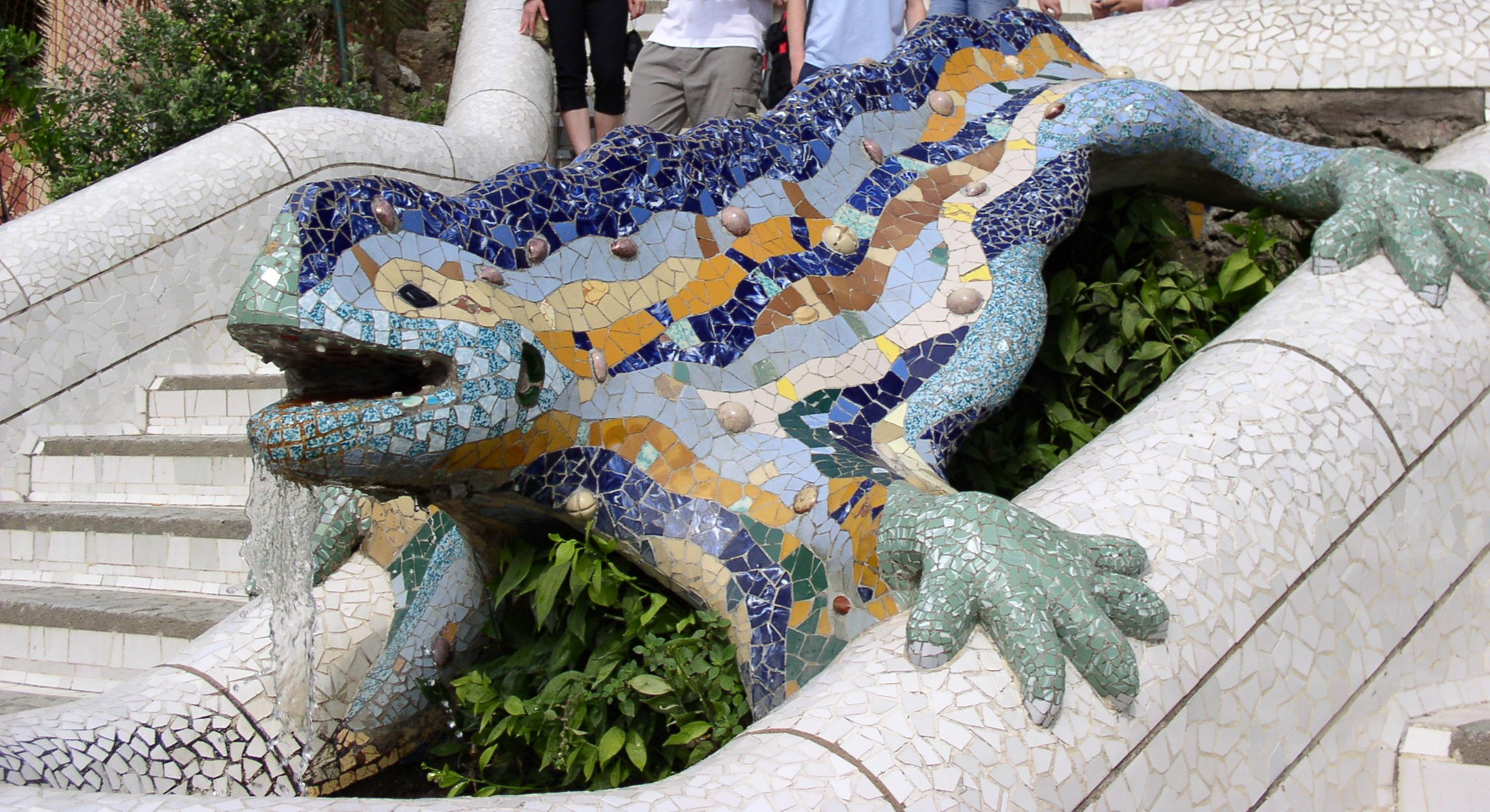
Detalle del Parque Güell

- Plaza de la Villa de Gracia (antigua Rius y Taulet)
- Plaza del Diamante
- Plaza del Sol
- Calle Mayor de Gracia.
- Travesera de Gracia.
- Real Santuario San José de la Montaña. (enlace roto disponible en Internet Archive; véase el historial, la primera versión y la última).
- Lluïsos de Gràcia, un club histórico fundado el 1855.
- El Cercle de Gràcia, entidad histórica fundada el 1903.
- Biblioteca Jaume Fuster.
- Iglesia de Nuestra Señora del Coll
- Iglesia de Nuestra Señora de Gracia y San José
- Casa Vicens